# 松永怜一
松永 怜一（まつなが れいいち、1931年11月3日 - 2022年5月12日）は、福岡県北九州市出身のアマチュア野球指導者。
学生・社会人野球界で監督を歴任。野球が公開競技であったロサンゼルスオリンピックでは野球日本代表を監督として金メダルに導いた。

## 経歴

### 高校時代
八幡市立（現在の北九州市立）槻田小学校時代、家の近くの八幡製鉄のホームグラウンド大谷球場（現在の北九州市立大谷球場）で八幡製鉄と門司鉄道管理局の春・秋の定期戦「製門戦」に夢中になる。
福岡県立八幡中学校（1948年の学制改革により福岡県立八幡高等学校となる）では三塁手、三番打者として活躍。同じ北九州の福岡県立小倉中学校（のち福岡県立小倉高等学校）がエース福嶋一雄（2013年野球殿堂入り）を擁し、1947年から夏の甲子園で連続優勝、打倒小倉高が目標となる。1949年夏の甲子園県予選決勝で小倉高（この1年のみ小倉北高校と改称していた）と対戦、福嶋に抑えられ2-5で敗れるが、松永は甲子園出場の手応えを感じる。八幡高は秋季九州大会県予選で好成績を挙げられなかったが、松延一男野球部長は頻繁に中・四国の強豪校との練習試合を組み、これらをことごとく撃破する。松延部長の戦略が功を奏して、1950年春の選抜出場校に選出され、甲子園初出場を果たす。1回戦で萩北高のエース椙本勝を打ち崩し初勝利を飾る。準々決勝に進み韮山高の東泉東二投手から5点を奪うが、激しい雨中の激戦の果て9回裏逆転サヨナラ負けを喫する。チームメイトのエース渡辺雅人（法大－三重交通）、遊撃手の森下正夫とともに大会優秀選手に選ばれた。同年夏の県予選準決勝でも、福嶋の後継エース重台昭彦（立大－日本石油）を擁する小倉高と対戦。1点差を追う9回、先頭打者の松永は初球を右前安打、これを小倉高の右翼手が後逸、松永は二塁を回るが、三塁のコーチャーズ・ボックスには誰もいない。そのとき八幡高の選手たちはまだベンチ前で円陣を組んでいた。松永は「えーい、ままよ」と本塁を狙うが寸前でタッチアウト、後続も凡退し夏の甲子園初出場はならなかった。

### 大学時代
1951年、法政大学に入学。東京六大学野球リーグでは優勝に届かなかったが、1年生の春季リーグからレギュラーとして活躍する。しかし腰を痛め、4年生時は春・秋季ともに欠場を余儀なくされた。

### 指導者時代
腰痛のため現役を引退し、浦堅二郎、藤田信男(1987年野球殿堂入り)という良き理解者の支援により指導者の道へ進む。
- 1955年、法政大学附属第一高校の監督に就任。1960年、選抜高校野球大会で甲子園に初出場。1961年には夏の甲子園大会に初出場。
- 1964年、堀越学園高校の監督に就任。
- 1965年、法政大学の監督に就任。法政三羽烏と呼ばれた田淵幸一、山本浩二、富田勝やリーグ戦通算48勝の山中正竹を育て、リーグ戦で通算6度の優勝、法政大学の黄金時代を築く。
- 1971年、住友金属の監督に就任。社会人野球日本選手権に2度優勝。
- 1980年、住友金属の監督を辞する。
- 1984年、ロサンゼルス・オリンピックの公開競技で、野球日本代表の監督として金メダルを獲得する。11月、国際アマチュア野球連盟(現在の国際野球連盟)から最優秀監督賞を受ける。日本野球連盟の技術委員長に就任。
- 2001年から2年間、日本オリンピック委員会（JOC）選手強化本部長に就任。
- 2007年、野球殿堂入り。

2022年5月12日2時51分、老衰のため、横浜市内の病院で死去。90歳没。

## 松永語録
- 練習は監督が、試合は選手が。「練習は選手が、試合は監督が」の指導者エゴが日本の野球を阻害した。プレーするのは監督ではなく選手だ。勝利の方程式は、選手の力が5、監督の力は3、残りの2は勝負につきものの運と考えるか、少なくとも監督の力が選手の力を上回ってはいけない。選手も自分の力を最大限発揮しようと努力している。その自己開発に手を差しのべてやるのが指導者の務めだ。
- 練習の目的は試合にある。そのためには基本から離れない練習を鉄則とする。思いつきの練習、計画性のない練習、積み重ねのない練習、即ち練習のための練習、それを百も承知でやる義理の練習では立派な選手は育たない。そのためには指導者は、野球を学問と位置づけ、学び、理論武装する。情熱や愛情、主観と経験則だけでは限界がある。
- 単に精神力強化を目的とした練習は、疲労が目的の練習に終わる。常に宿題、反省、問題点を見つけ出し、課題を明確にした上で明日の練習に取り組むことが重要である。
- 選手が倍の努力をするなら、コーチは4倍努力しろ、監督は8倍努力しろ!　指導者の基本姿勢は、功は選手・部下に、責は己にでなければならない。